# Zhuštěný popis
Zhuštěný popis znamená v rámci sociologie, antropologie a psychologie takový popis lidského chování, který pouhému divákovi přiblíží nejen jedincovo chování, ale i kulturní kontext a kontext situace, ve které se jedinec nachází. Zhuštěný popis je nedílnou součástí teorie interpretativního přístupu. 
Pojem byl zaveden anglickým filozofem a logikem Gilbertem Rylem, později byl adoptován americkým antropologem a sociologem Cliffordem Geertzem. Geertz ve svém díle Toward an Inteprettive Theory of Culture (1973) tvrdí, že úkolem etnografie je pomocí zhuštěného popisu vysvětlit mnohé detaily jednotlivých kultur – jejich koncepci, strukturu či význam.

## Příklad

### Mrkající chlapci
Zhuštěný popis lze vysvětlit na rozsáhlém příkladu Gilberta Ryla, který porovnává dva chlapce. Oba rapidně stahují oční víčka pravého oka. U jednoho dochází k neovladatelnému tiku, druhý vysílá konspirační signál. Tyto dvě různé činnosti jsou zdánlivě identické – samotným pozorováním není možné rozlišit, který chlapec neúmyslně tiká a který úmyslně mrká.  Na úrovni zředěného popisu jde zdánlivě o stejný jev, který je objektivně posuzován pozorovatelovými smysly. Díky zhuštěnému popisu lze tyto jevy rozlišit. Mrknutí je určitou formou komunikace; je provedeno záměrně, je určeno specifické osobě, má za úkol sdělit nějakou zprávu, je zakódováno, nemá být povšimnuto zbytkem společnosti. Zhuštěný popis je tedy výsledkem interpretace pozorovaného jevu, výsledkem tázání po smyslu pozorovaného. Rozlišuje nejen mezi volním a mimovolním mrknutím, ale také zda šlo o spiklenecké mrknutí, parodii spikleneckého mrknutí, nácvik parodie spikleneckého mrknutí atd.
Ryle poznamenává, že ten, kdo mrknul, učinil dvě věci – přivřel oko a mrknul, zatímco ten, kdo měl tik, učinil jenom jednu věc – přivřel oko. Úmyslné přivíraní oka v situaci, pro kterou platí veřejný kód, podle něhož se jedná o spiklenecké znamení, je mrknutí.

### Třetí chlapec
Lze dále předpokládat, že existuje třetí chlapec, který – „pro zlomyslné potěšení svých kamarádů” – karikuje mrknutí prvního z chlapců jako amatérské, neohrabané, příliš nápadné a podobně. Činí to samozřejmě stejným způsobem jako druhý z chlapců, který mrknul, a jako první, který měl tik – zavřením pravého víčka. Rozdíl je v tom, že tento chlapec ani nemrkal, ani neměl tik, pouze parodoval gesto někoho jiného, které považoval za směšný pokus o mrknutí. Zde rovněž platí společenský zavedený kód („mrkne” usilovně, příliš nápadně, možná přidá i grimasu – běžné pomůcky klauna); a také zde jde o sdělení. Jediný rozdíl spočívá v tom, že nyní se nejedná o spiklenectví, ale o výsměch. Když se ostatní domnívají, že vlastně mrká, celý jeho pokus selže tak dokonale (přestože možná s jinými výsledky), jako kdyby se domnívali, že má tik.
Situace se může rozvíjet ještě dále: nejistý si svými napodobovacími schopnostmi, nacvičuje si tento rádoby satirik své grimasy doma před zrcadlem, přičemž v tomto případě nemá tik, nemrká, ani neparoduje, ale připravuje se na představení; i když kamera, radikální behaviorista či člověk věřící v protokolární věty by toto chování zaznamenali stejně jako v ostatních případech – jako rychlé zavření a otevření pravého oka.
A tak je možné situaci komplikovat do nekonečna – alespoň logicky, když už ne prakticky. Ten, kdo původně mrkal, mohl mrkání například pouze předstírat, aby přesvědčil přihlížející, že plánuje spikleneckou akci, zatímco ve skutečnosti nic takového neplánoval, v kterémžto případě se odpovídajícím způsobem mění pozorovatelovi popisy toho, co paroduje parodující a co zkouší nacvičující.
Mezi tím, co Ryle nazývá „zředěným popisem“ toho, co jedinec dělá (např. zavírá a otevírá oko) a „zhuštěným popisem“ toho, co dělá (např. vysílá konspirační signál) , spočívá cíl etnografie: rozvrstvená hierarchie významových struktur, v jejímž rámci dochází k produkci, vnímaní a interpretování tiků, mrknutí atd., a bez níž by tyto jevy vlastně neexistovaly. Otázkou není, jaký je ontologický status symbolých jednání, ale proč jsou důležité a co vlastně jejich prostřednictvím lidé dělají.

## Využití v etnografii
Podle Geertze se má zhuštěný popis aplikovat hlavně v etnografii.
Je proto třeba poznamenat, že etnografie je vlastně zhuštěný popis. Před etnografem stojí – s výjimkou situací, kdy se zabývá (a zabývat se musí) rutinním sběrem dat – mnohovrstevný soubor pojmových struktur, z nichž mnohé se navzájem překrývají a proplétají, které jsou současně neznámé, nezvyklé a explicitně nevyjádřené a které je třeba nejprve pochopit a poté vyjádřit. A toto platí na té nejpřízemnější, nejsurovější úrovni terénního výzkumu: dotazování informátorů, pozorování rituálů, odvozování příbuzenské terminologie, sledování vlastnických vztahů, sčítání domácností… psaní deníku. Dělat etnografii je jako číst (ve smyslu „konstruovat čtení”) rukopis – cizí, vybledlý, plný nejasností, nesrozumitelností, podezřelých oprav a tendenčních poznámek, ale psaný nikoliv konvenčními grafickými symboly fonémů, nýbrž letmými příklady utvářeného chování. Ale toto všechno neurčuje podstatu etnografie. Jedná se totiž o druh intelektuálního úsilí, které je nutno vynaložit ve snaze vytvořit „zhuštěný popis“.
Obecné  „akademické“ koncepty ( „racionalizace“, „ideologie“, „symbol“, „revoluce“, „étos“, „rituál“ atd.) jsou zařazeny do zhuštěného etnografického popisu, aby bylo možné dospět k závěrům z hustě uspořádaných faktů, a podpořit významné tvrzení o roli kultury ve vytvaření společenského života.